# Wahlbezirk Tirol 25
Der Wahlbezirk Tirol 25 war ein Wahlkreis für die Wahlen zum Abgeordnetenhaus im österreichischen Kronland Tirol. Der Wahlbezirk wurde 1907 mit der Einführung der Reichsratswahlordnung geschaffen und bestand bis zum Zusammenbruch der Habsburgermonarchie.

## Geschichte
Nachdem der Reichsrat im Herbst 1906 das allgemeine, gleiche, geheime und direkte Männerwahlrecht beschlossen hatte, wurde mit 26. Jänner 1907 die große Wahlrechtsreform durch Sanktionierung von Kaiser Franz Joseph I. gültig. Mit der neuen Reichsratswahlordnung schuf man insgesamt 516 Wahlbezirke, wobei mit Ausnahme Galiziens in jedem Wahlbezirk ein Abgeordneter im Zuge der Reichsratswahl gewählt wurde. Der Abgeordnete musst sich dabei im ersten Wahlgang oder in einer Stichwahl mit absoluter Mehrheit durchsetzen. Der Wahlkreis Tirol 25 umfasste die Gerichtsbezirke Mezolombardo, Lavis, und Cembra.
Aus der Reichsratswahl 1907 ging Enrico Conci von der Trentiner Volkspartei als Sieger hervor. Er erzielte 87 Prozent der Stimmen im ersten Wahlgang, dahinter folgte der Kandidat der Sozialdemokraten mit 8 Prozent. Bei der Reichsratswahl 1911 konnte Conci sein Mandat mit 90 Prozent erfolgreich verteidigen. Das zweitbeste Ergebnis erreichte erneut ein Kandidat der Sozialdemokraten.

## Wahlen

### Reichsratswahl 1907
Die Reichsratswahl 1907 wurde am 14. Mai 1907 (erster Wahlgang) durchgeführt. Eine Stichwahl entfiel auf Grund der absoluten Mehrheit von Enrico Conci im ersten Wahlgang.
| Kandidat                                                                    | Partei                                  | Wahlkreis- stimmen | Stimmen- anteil |
| --------------------------------------------------------------------------- | --------------------------------------- | ------------------ | --------------- |
| Enrico Conci                                                                | Trentiner Volkspartei                   | 5571               | 86,5 %          |
| Oliveri                                                                     | Sozialdemokratische Partei des Trentino | 502                | 7,8 %           |
| Pasolli                                                                     | Italienisch nationale Partei            | 357                | 5,5 %           |
| Sonstige                                                                    |                                         | 7                  | 0,1 %           |
| Wahlberechtigte: 8656, Ungültige/Leere Stimmen: 70, Wahlbeteiligung: 75,2 % |                                         |                    |                 |

### Reichsratswahl 1911
Die Reichsratswahl 1911 wurde am 13. Juni 1911 (erster Wahlgang) durchgeführt. Die Stichwahl entfiel auf Grund der absoluten Mehrheit von Enrico Conci im ersten Wahlgang.
| Kandidat                                                                    | Partei                                  | Wahlkreis- stimmen | Stimmen- anteil |
| --------------------------------------------------------------------------- | --------------------------------------- | ------------------ | --------------- |
| Enrico Conci                                                                | Trentiner Volkspartei                   | 4648               | 90,3 %          |
| Antonio Piscel                                                              | Sozialdemokratische Partei des Trentino | 468                | 9,1 %           |
| Sonstige                                                                    |                                         | 31                 | 0,6 %           |
| Wahlberechtigte: 8997, Ungültige/Leere Stimmen: 85, Wahlbeteiligung: 58,2 % |                                         |                    |                 |